# 67.
◄ | 1. stoljeće pr. Kr. | 1. stoljeće | 2. stoljeće | ►
◄ | 30-ih | 40-ih | 50-ih | 60-ih | 70-ih | 80-ih | 90-ih | ►
◄◄ | ◄ | 64. | 65. | 66. | 67. | 68. | 69. | 70. | ► | ►►
Astronomija • Književnost • Kršćanstvo

## Događaji
- Sveti Lino postaje drugi rimski papa.

## Smrti
- 67 (ili 64.): Saul od Tarzusa, Misionar i teolog (* oko 5.)
- Gnaeus Domitius Corbulo, rimski general (* oko 7.)

## Vanjske poveznice
|  | Zajednički poslužitelj ima još gradiva o temi 67. |